# أنتون بونوماريف
أنتون بونوماريف مواليد 31 أكتوبر 1988 في قوستاناي، كازاخستان، هو لاعب كرة سلة كازاخستاني. بدأ مسيرته الاحترافية في سنة 2002. لعب مع نادي إف إم بي لكرة السلة في الدوري الصربي. يحمل الرقم 11.

## روابط خارجية
- أنتون بونوماريف على موقع الاتحاد الدولي لكرة السلة (الإنجليزية)
- أنتون بونوماريف على موقع كرة السلة الأوروبية.كوم (الإنجليزية)
- أنتون بونوماريف على موقع ريلجم (الإنجليزية)
- أنتون بونوماريف على موقع بروبوليرز (الإنجليزية)